# ام‌اس هیلداسی
ام‌اس هیلداسی (به انگلیسی: MS Hildasay) یک کشتی است که طول آن ۱۲۲٫۳۲ متر (۴۰۱ فوت ۴ اینچ) می‌باشد. این کشتی در سال ۱۹۹۹ ساخته شد.